# Samuel Sánchez González
Samuel Sánchez (Oviedo, 5 de febrer de 1978) és un ciclista espanyol professional des del 2000.
El 1997, amb 19 anys, al passar a la categoria de sub-23, va fitxar per l'equip biscaí Olarra, on va estar tres temporades, fins al 2000 quan va passar a professional amb l'equip Euskaltel-Euskadi.
Destaca a les clàssiques i en curses d'una setmana. L'any 2006 va realitzar una gran temporada, obtenint cinc triomfs, que li van permetre acabar la temporada com a segon classificat a la General del Circuit de l'UCI ProTour. També va destacar la seva actuació al Mundial en ruta, on va aconseguir la quarta posició al fer de llançador d'Alejandro Valverde.
El 2007 va ser l'any de la seva consagració en les voltes de tres setmanes quan va arribar al podi a la Volta a Espanya, on va aconseguir tres victòries d'etapa.
El 2008 va modificar el seu calendari de competició per participar en el Tour de França on va ser setè. Posteriorment als Jocs Olímpics de Pequín 2008, va aconseguir la medalla d'or a la prova de ciclisme en ruta.
Al final de 2013, després de tota la carrera esportiva corrent a les files de l'equip Euskaltel–Euskadi, la desaparició de l'equip basc suposà que es quedés sense equip. Després de sonar el seu fitxatge per diferents equips, el 2 de febrer de 2014 va fer públic el seu fitxatge per l'equip estatunidenc BMC Racing Team, en el qual va poder córrer al costat de Cadel Evans i Tejay van Garderen.
Pocs dies abans de començar la Volta a Espanya de 2017 es va fer públic que havia donat positiu en un control antidopatge, efectuat el 9 d'agost, per l'hormona de creixement GHRPs-2. A principis d'octubre del mateix any, es va confirmar el positiu i el seu equip, el BMC Racing Team, el va acomidiar.

## Palmarès
- 1997
  - Vencedor d'una etapa de la Volta al Bidasoa
- 1999
  - Vencedor d'una etapa de la Volta al Bidasoa
- 2004
  - 1r a l'Escalada a Montjuïc
- 2005
  - 1r a l'Escalada a Montjuïc
  - Vencedor d'una etapa de la Volta a Espanya
- 2006
  - 1r al Campionat de Zúric
  - Vencedor de 2 etapes de la Volta al País Basc
  - Vencedor d'una etapa de la Volta a Espanya
  - Vencedor d'una etapa de la Volta a Astúries
- 2007
  - Vencedor de 3 etapes de la Volta a Espanya
  - Vencedor d'una etapa de la Volta al País Basc
  - Vencedor d'una etapa de la Volta a Catalunya
- 2008
  -  Or Olímpic en la prova en ruta
  - Vencedor d'una etapa de la Volta a Astúries
- 2009
  - 1r al Gran Premi de Llodio
- 2010
  - 1r a la Volta a Burgos i vencedor de 2 etapes
  - 1r a la Klasika Primavera
  - Vencedor d'una etapa de la Volta al País Basc
- 2011
  - 1r al Gran Premi Miguel Indurain
  - Vencedor d'una etapa al Tour de França i  1r del Gran Premi de la Muntanya
  - Vencedor d'una etapa de la Volta al País Basc
  - Vencedor d'una etapa a la Volta a Burgos
- 2012
  - 1r a la Volta al País Basc i vencedor de 2 etapes
  - Vencedor d'una etapa de la Volta a Catalunya
- 2013
  - Vencedor d'una etapa al Critèrium del Dauphiné
- 2016
  - Vencedor d'una etapa a la Volta al País Basc

### Resultats a la Volta a Espanya
- 2004. 15è de la classificació general
- 2005. 10è de la classificació general. Vencedor d'una etapa
- 2006. 7è de la classificació general. Vencedor d'una etapa
- 2007. 3r de la classificació general. Vencedor de 3 etapes
- 2009. 2n de la classificació general
- 2013. 8è de la classificació general
- 2014. 6è de la classificació general
- 2015. Abandona (14a etapa)
- 2016. No surt (20a etapa)

### Resultats al Tour de França
- 2002. Fora de control (12a etapa)
- 2003. Fora de control (8a etapa)
- 2008. 7è de la classificació general
- 2010. 4t de la classificació general
- 2011. 6è de la classificació general. Vencedor de la 12a etapa.  1r del Gran Premi de la Muntanya
- 2012. Abandona (8a etapa)
- 2015. 12è de la classificació general

### Resultats al Giro d'Itàlia
- 2005. 17è de la classificació general
- 2013. 12è de la classificació general
- 2014. 24è de la classificació general